# Governo mundial
O governo mundial é o conceito de uma única autoridade política com jurisdição sobre toda a Terra e a humanidade. Ele é concebido em uma variedade de formas, desde tirânicas até democráticas, o que reflete sua ampla gama de proponentes e detratores.
Nunca existiu um governo mundial com funções executivas, legislativas e judiciais e um aparato administrativo. A criação da Organização das Nações Unidas (ONU) em meados do século XX continua sendo a maior aproximação de um governo mundial, pois é de longe a maior e mais poderosa instituição internacional. A ONU limita-se principalmente a uma função consultiva, com o objetivo declarado de promover a cooperação entre os governos nacionais existentes, em vez de exercer autoridade sobre eles. No entanto, a organização é comumente vista como um modelo ou uma etapa preliminar para um governo global.
O conceito de governo universal existe desde a antiguidade e tem sido objeto de discussão, debate e até mesmo de defesa por parte de alguns reis, filósofos, líderes religiosos e humanistas seculares. Alguns deles o discutiram como um resultado natural e inevitável da evolução social humana, e o interesse por ele coincidiu com as tendências da globalização. Os oponentes do governo mundial, que vêm de um amplo espectro político, veem o conceito como uma ferramenta para o totalitarismo violento, inviável ou simplesmente desnecessário e, no caso de alguns setores do cristianismo fundamentalista, como um veículo para o Anticristo realizar o fim dos tempos.

## Definição
Alexander Wendt define um Estado como uma “organização que possui o monopólio do uso legítimo da violência organizada numa sociedade”. De acordo com Wendt, um Estado mundial teria de preencher os seguintes requisitos:
1. Monopólio da violência organizada - os Estados têm o uso exclusivo da força legítima no seu próprio território.
2. Legitimidade - considerada correta pelas suas populações e, possivelmente, pela comunidade mundial.
3. Soberania - possuir poder e legitimidade comuns.
4. Ação corporativa - um conjunto de indivíduos que agem em conjunto de forma sistemática.[8]

Wendt argumenta que um governo mundial não necessitaria de um exército controlado centralmente ou de um órgão central de tomada de decisões, desde que as quatro condições estejam preenchidas. Para que se desenvolva um Estado mundial, três mudanças devem ocorrer no sistema mundial:
1. Comunidade universal de segurança - um sistema pacífico de resolução de conflitos eficaz sem ameaça de violência entre Estados.
2. Segurança coletiva universal - resposta unificada a crimes e ameaças.
3. Autoridade supranacional - são tomadas decisões válidas para todos os Estados.

O desenvolvimento de um governo mundial é conceitualizado por Wendt como um processo que passa por cinco fases:
1. Sistema de estados;
2. Sociedade de estados;
3. Sociedade mundial;
4. Segurança coletiva;
5. Estado mundial.[8]

Wendt argumenta que uma luta entre indivíduos soberanos resulta na formação de uma identidade coletiva e, eventualmente, de um Estado. As mesmas forças estão presentes no sistema internacional e podem, possivelmente e inevitavelmente, conduzir ao desenvolvimento de um Estado mundial através deste processo de cinco fases. Quando o Estado mundial surgisse, a expressão tradicional dos Estados tornar-se-ia expressões localizadas do Estado mundial. Este processo ocorre dentro do estado padrão de anarquia presente no sistema mundial.
Immanuel Kant conceitualizou o Estado como indivíduos soberanos formados a partir de um conflito. Parte das objecções filosóficas tradicionais a um Estado mundial (Kant, Hegel) são ultrapassadas pelas inovações tecnológicas modernas. Wendt defende que os novos métodos de comunicação e coordenação podem ultrapassar estes desafios.
Um colega de Wendt no campo das Relações Internacionais, Max Ostrovsky, conceitualizou o desenvolvimento de um governo mundial como um processo numa só fase: O mundo dividir-se-á em dois blocos rivais, um baseado na América do Norte e outro na Eurásia, que se defrontam na Terceira Guerra Mundial e, “se a civilização sobreviver”, a potência vencedora conquista o resto do mundo, anexa-o e estabelece um Estado mundial. Curiosamente, Wendt também supõe a alternativa de uma conquista universal que conduza a um Estado mundial, desde que a potência conquistadora reconheça “as suas vítimas como sujeitos de pleno direito”. Nesse caso, a missão é cumprida “sem etapas intermédias de desenvolvimento”.

## Filosofia pré-industrializada

### Antiguidade
O governo mundial era uma aspiração dos antigos governantes já na Idade do Bronze (3300 a 1200 a.C.); os reis do Antigo Egito pretendiam governar “Tudo o que o Sol circunda”, os reis mesopotâmicos “Tudo desde o nascer ao pôr do sol” e os antigos imperadores chineses e japoneses “Tudo sob o Céu”.
Os chineses tinham uma noção particularmente bem desenvolvida de governo mundial sob a forma de Grande Unidade, ou Da Yitong (大同), um modelo histórico de uma sociedade unida e justa, ligada pela virtude moral e pelos princípios da boa governança. A dinastia Han, que uniu com sucesso grande parte da China durante mais de quatro séculos, aspirava evidentemente a esta visão, erigindo um Altar da Grande Unidade em 113 a.C.
Contemporaneamente, o historiador antigo grego Políbio descreveu o domínio romano sobre grande parte do mundo conhecido da época como um feito “maravilhoso” digno de consideração por futuros historiadores. A Pax Romana, um período de cerca de dois séculos de hegemonia romana estável em três continentes, refletiu as aspirações positivas de um governo mundial, uma vez que se considerou ter trazido prosperidade e segurança a uma região que outrora fora política e culturalmente dividida. Os adamitas eram uma seita cristã que desejava organizar uma forma primitiva de governo mundial.

### Monarquia Universal de Dante
A ideia de um governo mundial sobreviveu à queda de Roma durante séculos, sobretudo no seu antigo coração, a Itália. Os movimentos pacifistas medievais, como os valdenses, impulsionaram filósofos utópicos como Marsílio de Pádua a imaginar um mundo sem guerra. Na sua obra do século XIV De Monarchia, o poeta e filósofo florentino Dante Alighieri, considerado por alguns protestantes ingleses como um protoprotestante, apelou a uma monarquia universal que funcionasse separadamente e sem influência da Igreja Católica Romana para estabelecer a paz durante a vida da humanidade e no pós vida, respetivamente:
Mas o que tem sido a condição do mundo desde aquele dia em que o manto sem costura [da Pax Romana] sofreu a primeira mutilação pelas garras da avareza, podemos ler - quem dera que não pudéssemos também ver! Ó raça humana, que tempestades te devem atingir, que tesouros devem ser lançados ao mar, que naufrágios devem ser suportados, enquanto tu, como uma besta de muitas cabeças, te esforçares por diversos fins! Estás doente do intelecto, ou igualmente doente da afeição. Não curas o teu alto entendimento com argumentos irrefutáveis, nem o teu baixo com o semblante da experiência. Nem curas a tua afeição pela doçura da persuasão divina, quando a voz do Espírito Santo sopra sobre ti: “Eis como é bom e agradável que os irmãos vivam juntos em unidade”!
Di Gattinara foi um diplomata italiano que promoveu amplamente a obra De Monarchia de Dante e o seu apelo a uma monarquia universal. Conselheiro de Maximiliano I, Sacro Imperador Romano-Germânico, e chanceler de Carlos V, Sacro Imperador Romano-Germânico, concebeu o governo global como a união de todas as nações cristãs sob uma Respublica Christiana, que era a única entidade política capaz de estabelecer a paz mundial.

### Francisco de Vitoria (1483–1546)
O filósofo espanhol Francisco de Vitoria é considerado um dos autores da “filosofia política global” e do direito internacional, juntamente com Alberico Gentili e Hugo Grotius. Isto aconteceu numa altura em que a Universidade de Salamanca estava empenhada numa reflexão sem precedentes sobre os direitos humanos, o direito internacional e os primórdios da economia, com base nas experiências do Império Espanhol. De Vitoria concebeu a res publica totius orbis, ou a “república do mundo inteiro”.

### Hugo Grotius (1583–1645)

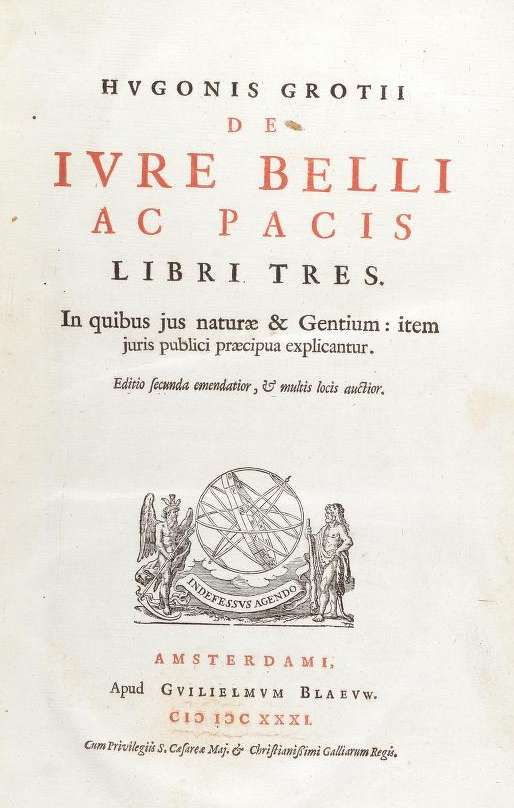
Página de título da segunda edição de 1631 de De jure belli ac pacis

O filósofo e jurista holandês Hugo Grotius, amplamente considerado como um dos fundadores do direito internacional, acreditava na eventual formação de um governo mundial para o fazer cumprir. O seu livro, De jure belli ac pacis (Sobre o direito da guerra e da paz), publicado em Paris em 1625, continua a ser citado como uma obra fundamental neste domínio. Embora não defenda um governo mundial per se, Grotius argumenta que uma “lei comum entre as nações”, constituída por um quadro de princípios de direito natural, vincula todas as pessoas e sociedades, independentemente dos costumes locais.

### Immanuel Kant (1724–1804)
No seu ensaio “A Paz perpétua: Um Projeto Filosófico” (1795), Kant descreve três requisitos básicos para organizar os assuntos humanos de forma a abolir permanentemente a ameaça de guerra presente e futura e, assim, ajudar a estabelecer uma nova era de paz duradoura em todo o mundo. Kant descreveu o seu programa de paz proposto como contendo dois passos.

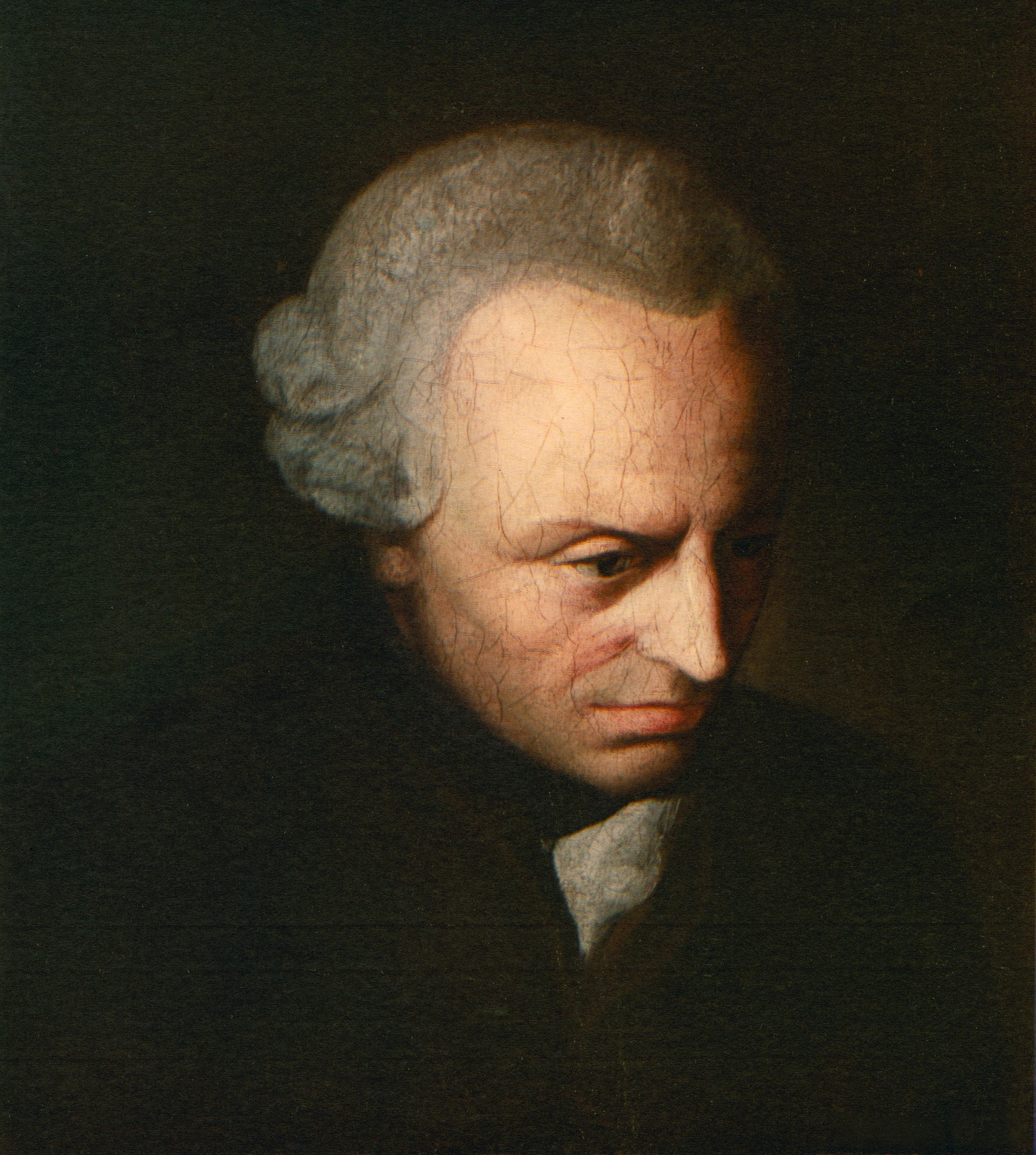
Ao escrever em 1795, Immanuel Kant considerou a Cidadania Mundial um passo necessário para estabelecer a paz mundial.

Os “Artigos Preliminares” descreviam as medidas que deveriam ser tomadas imediatamente, ou com toda a rapidez:
1. “Nenhum tratado secreto de paz será considerado válido se nele for tacitamente reservada matéria para uma guerra futura”;
2. “Nenhum Estado independente, grande ou pequeno, ficará sob o domínio de outro Estado por herança, troca, compra ou doação”;
3. “Os exércitos permanentes serão, a seu tempo, totalmente abolidos”;
4. “As dívidas nacionais não devem ser contraídas tendo em vista a fricção externa dos Estados”;
5. “Nenhum Estado pode, pela força, interferir na Constituição ou no Governo de outro Estado”;
6. “Nenhum Estado deve, durante a guerra, permitir tais atos de hostilidade que tornem impossível a confiança mútua na paz subsequente: Tais são o emprego de assassinos (percussores), envenenadores (venefici), quebra de capitulação e incitamento à traição (perduellio) no Estado adversário”.

Três Artigos Definitivos proporcionariam não apenas uma cessação das hostilidades, mas uma base sobre a qual se poderia construir uma paz.
1. “A Constituição Civil de cada Estado deve ser republicana”;
2. “O Direito das Nações deve ser fundado numa Federação de Estados Livres”;
3. “A lei da cidadania mundial deve limitar-se a condições de hospitalidade universal”.

Kant argumentou contra um governo mundial, alegando que seria propenso à tirania. Em vez disso, defendeu a criação de uma liga de Estados republicanos independentes, semelhante às organizações intergovernamentais que surgiriam mais de um século e meio depois.

### Johann Gottlieb Fichte (1762–1814)
No ano da batalha de Jena (1806), em que Napoleão dominou a Prússia, Johann Gottlieb Fichte, em Caraterísticas da Idade Atual, descreveu o que considerava ser uma tendência histórica muito profunda e dominante:
Há uma tendência necessária em todos os Estados cultivados para se estenderem de um modo geral... Tal é o caso na História Antiga ... À medida que os Estados se tornam mais fortes em si mesmos e se libertam desse poder estrangeiro [papal], a tendência para uma Monarquia Universal sobre todo o Mundo Cristão vem necessariamente à luz... Esta tendência ... tem-se manifestado sucessivamente em vários Estados que podiam ter pretensões a tal domínio e, desde a queda do Papado, tornou-se o único princípio animador da nossa História... De forma clara ou não - pode ser obscuramente - esta tendência esteve na base dos empreendimentos de muitos Estados nos Tempos Modernos... Embora nenhuma época individual possa ter contemplado este objetivo, é este o espírito que atravessa todas estas épocas individuais, e invisivelmente as impele para a frente.

## Movimentos supranacionais
As organizações internacionais começaram a formar-se no final do século XIX, sendo as primeiras o Comité Internacional da Cruz Vermelha em 1863, a União Telegráfica em 1865 e a União Postal Universal em 1874. O aumento do comércio internacional na viragem do século XX acelerou a formação de organizações internacionais e, no início da Primeira Guerra Mundial, em 1914, existiam cerca de 450.
Alguns filósofos e líderes políticos notáveis estavam também a promover o valor do governo mundial durante a era pós-industrial e pré-Guerra Mundial. Ulysses S. Grant, presidente dos EUA, estava convencido de que os rápidos avanços na tecnologia e na indústria resultariam em maior unidade e, eventualmente, “uma nação, de modo que exércitos e marinhas não são mais necessários”. Na China, o reformador político Kang Youwei via a organização política humana crescendo em unidades cada vez menores e maiores, eventualmente em “um mundo”. Bahá'u'lláh fundou a Fé Bahá'í ensinando que o estabelecimento da unidade mundial e de uma federação global de nações era um princípio fundamental da religião. O escritor H. G. Wells era um forte defensor da criação de um Estado mundial, argumentando que tal Estado garantiria a paz e a justiça mundiais. Karl Marx, o fundador tradicional do comunismo, previu uma época socialista em que a classe trabalhadora de todo o mundo se uniria para tornar o nacionalismo sem sentido. Os anticomunistas acreditavam que o governo mundial era um objetivo do comunismo mundial.
O apoio à ideia de criar um direito internacional também cresceu durante este período. O Instituto de Direito Internacional foi criado em 1873 pelo jurista belga Gustave Rolin-Jaequemyns, o que levou à elaboração de projetos jurídicos concretos, por exemplo, pelo suíço Johaan Bluntschli, em 1866. Em 1883, James Lorimer publicou “The Institutes of the Law of Nations”, no qual explorou a ideia de um governo mundial que estabelecesse um Estado de direito global. O primeiro embrião de parlamento mundial, denominado União Interparlamentar, foi organizado em 1886 por Cremer e Passy, composto por legisladores de muitos países. Em 1904, a União propôs formalmente “um congresso internacional que se deveria reunir periodicamente para discutir questões internacionais”.

### Theodore Roosevelt
Já na sua declaração de 1905 ao Congresso, o Presidente dos EUA, Theodore Roosevelt, salientou a necessidade de “uma organização das nações civilizadas” e citou o tribunal internacional de arbitragem de Haia como um modelo a seguir. Durante o seu discurso de aceitação do Prêmio Nobel da Paz de 1906, Roosevelt descreveu uma federação mundial como um “golpe de mestre” e defendeu uma forma de poder policial internacional para manter a paz. O historiador William Roscoe Thayer observou que o discurso “prefigurava muitos dos termos que desde então têm sido pregados pelos defensores da Liga das Nações”, que só seria criada 14 anos mais tarde. Hamilton Holt, do The Independent, elogiou o plano de Roosevelt para uma “Federação do Mundo”, escrevendo que desde o “Grande Desígnio” de Henrique IV que não tinha sido proposto “um plano tão abrangente” para a paz universal.
Embora Roosevelt apoiasse conceitualmente o governo global, ele criticava propostas específicas e os líderes de organizações que promoviam a causa da governança internacional. De acordo com o historiador John Milton Cooper, Roosevelt elogiou o plano do seu sucessor presidencial, William Howard Taft, para “uma liga nas condições existentes e com tal sabedoria ao recusar que a adesão ao princípio fosse obscurecida pela insistência em métodos de aplicação impróprios ou sem importância que podemos falar da liga como uma questão prática”.
Numa carta de 1907 a Andrew Carnegie, Roosevelt manifestou a sua esperança de “ver o Tribunal de Haia muito aumentado em poder e permanência” e, num dos seus últimos discursos públicos, afirmou “Apoiemos qualquer plano razoável, seja sob a forma de uma Liga das Nações ou de qualquer outra forma, que se proponha reduzir o número provável de guerras futuras e limitar o seu âmbito".

### Fundação da Liga das Nações
A Liga das Nações (LdN) foi uma organização intergovernamental fundada na sequência do Tratado de Versalhes em 1919-1920. Na sua maior dimensão, de 28 de setembro de 1934 a 23 de fevereiro de 1935, tinha 58 membros. Os objetivos da Liga incluíam a defesa dos Direitos do Homem, tais como os direitos dos não brancos, das mulheres e dos soldados; o desarmamento, a prevenção da guerra através da segurança coletiva, a resolução de litígios entre países através da negociação, a diplomacia e a melhoria da qualidade de vida global. A filosofia diplomática subjacente à Liga representou uma mudança fundamental de pensamento em relação aos cem anos anteriores. A Liga não dispunha de forças armadas próprias, pelo que dependia das grandes potências para fazer cumprir as suas resoluções e sanções económicas e fornecer um exército, quando necessário. No entanto, estas potências mostraram-se relutantes em fazê-lo. Sem muitos dos elementos chave necessários para manter a paz mundial, a Liga não conseguiu evitar a Segunda Guerra Mundial. Adolf Hitler retirou a Alemanha da Liga das Nações quando planejou conquistar a Europa. O resto das potências do Eixo seguiram-no rapidamente. Tendo falhado o seu objetivo principal, a Liga das Nações desmoronou-se. A Sociedade das Nações era constituída pela Assembleia, pelo Conselho e pelo Secretariado Permanente. Abaixo destes existiam muitas agências. A Assembleia era o local onde se reuniam os delegados de todos os Estados membros. Cada país tinha direito a três representantes e um voto.

### Visões concorrentes durante a Segunda Guerra Mundial
O Partido Nazi da Alemanha previa o estabelecimento de um governo mundial sob a hegemonia total do Terceiro Reich. Na sua tentativa de derrubar o Tratado de Versalhes, após a Primeira Guerra Mundial, a Alemanha já se tinha retirado da Liga das Nações e não tencionava voltar a aderir a uma organização internacionalista semelhante. No seu objetivo político declarado de expandir o espaço vital (Lebensraum) do povo germânico, destruindo ou expulsando “raças menos merecedoras” de e para outros territórios, o ditador Adolf Hitler concebeu um sistema ideológico de expansionismo auto perpetuante, em que o crescimento da população de um Estado exigiria a conquista de mais território, o que, por sua vez, levaria a um maior crescimento da população, o que exigiria ainda mais conquistas. Em 1927, Rudolf Hess transmitiu a Walther Hewel a convicção de Hitler de que a paz mundial só poderia ser alcançada “quando uma potência, a melhor do ponto de vista racial, atingisse uma supremacia incontestada”. Quando esse controlo fosse alcançado, essa potência poderia então criar para si própria uma polícia mundial e assegurar a si própria “o espaço vital necessário.... As raças inferiores terão de se restringir em conformidade".
Durante o seu período imperial (1868-1947), o Império Japonês elaborou uma visão do mundo, Hakkō ichiu, traduzida como “oito cantos do mundo sob o mesmo teto”. Foi esta a ideia subjacente à tentativa de criar uma Esfera de Coprosperidade da Grande Ásia Oriental e à luta pelo domínio do mundo. O Império Britânico, o maior da história, foi considerado por alguns historiadores como uma forma de governo mundial.

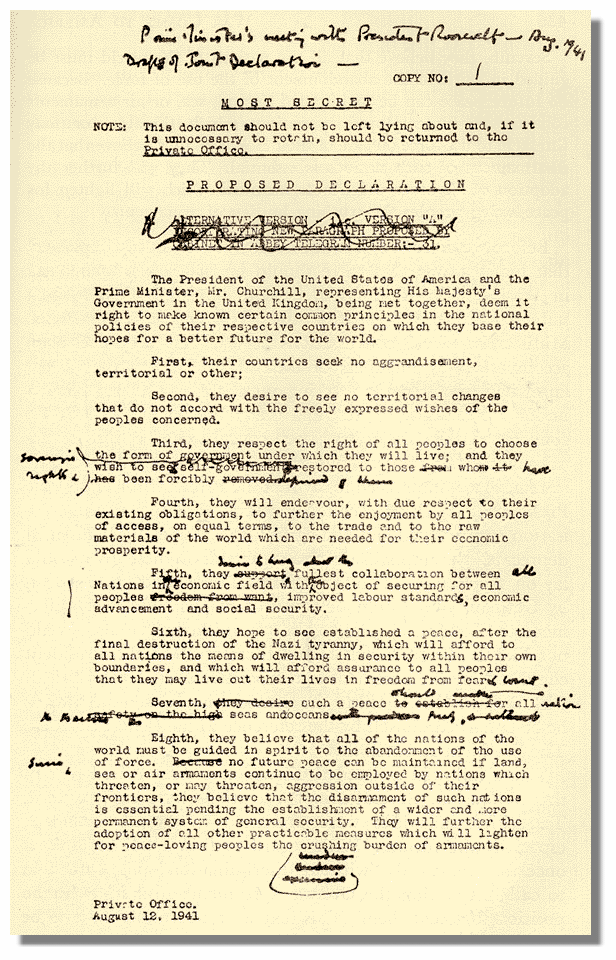
Cópia editada por Winston Churchill do rascunho final da Carta do Atlântico

A Carta do Atlântico foi uma declaração publicada e acordada entre o Reino Unido e os Estados Unidos. Pretendia ser o modelo para o mundo do pós-guerra, após a Segunda Guerra Mundial, e acabou por ser a base de muitos dos acordos internacionais que atualmente moldam o mundo. O Acordo Geral de Tarifas e Comércio (GATT), a independência das possessões britânicas e francesas no pós-guerra e muito mais derivam da Carta do Atlântico. A Carta do Atlântico foi elaborada para mostrar os objetivos das potências aliadas durante a Segunda Guerra Mundial. Começou com os Estados Unidos e a Grã-Bretanha e, mais tarde, todos os aliados seguiram a carta. Alguns dos objetivos incluem o acesso a matérias-primas, a redução das restrições comerciais e a libertação do medo e da fome. O nome “Carta do Atlântico” provém de um jornal que cunhou o título. No entanto, Winston Churchill viria a utilizá-lo e, a partir daí, a Carta do Atlântico passou a ser o nome oficial. Em represália, as potências do Eixo elevam o seu moral e tentam entrar na Grã-Bretanha. A Carta do Atlântico foi um trampolim para a criação das Nações Unidas.
Em 5 de junho de 1948, na inauguração do Memorial de Guerra em Omaha, Nebraska, o Presidente dos EUA, Harry S. Truman, observou: “Temos de fazer com que as Nações Unidas continuem a trabalhar e a ser uma preocupação permanente, para que as dificuldades entre as nações possam ser resolvidas tal como resolvemos as dificuldades entre os Estados aqui nos Estados Unidos. Quando o Kansas e o Colorado se desentendem por causa das águas do rio Arkansas, não entram em guerra; recorrem ao Suprema Corte dos Estados Unidos e a questão é resolvida de forma justa e honrosa. Não há uma dificuldade em todo o mundo que não possa ser resolvida exatamente da mesma forma num tribunal mundial". O momento cultural do final da década de 1940 foi o auge do federalismo mundial entre os americanos.

### Fundação da Organização das Nações Unidas

Emblema da Organização das Nações Unidas

A Segunda Guerra Mundial (1939-1945) resultou numa escala sem precedentes de destruição de vidas (mais de 60 milhões de mortos, a maioria dos quais civis) e na utilização de armas de destruição em massa. Alguns dos atos cometidos contra civis durante a guerra foram de uma selvageria tão grande que chegaram a ser amplamente considerados como crimes contra a própria humanidade. À medida que o fim da guerra se aproximava, muitas vozes chocadas apelaram à criação de instituições capazes de prevenir permanentemente conflitos internacionais mortais. Isto levou à fundação da Organização das Nações Unidas (ONU) em 1945, que adoptou a Declaração Universal dos Direitos Humanos em 1948.
Muitos, porém, consideravam que a ONU, essencialmente um fórum de discussão e coordenação entre governos soberanos, não tinha poderes suficientes para o efeito. Várias personalidades, como Albert Einstein, Winston Churchill, Bertrand Russell, Mahatma Gandhi e Jawaharlal Nehru, apelaram aos governos para que avançassem, dando passos graduais no sentido da formação de um verdadeiro governo federal mundial.
O principal objetivo das Nações Unidas é trabalhar no direito internacional, na segurança internacional, no desenvolvimento económico, nos direitos humanos, no progresso social e, eventualmente, na paz mundial. As Nações Unidas substituíram a Liga das Nações em 1945, após a Segunda Guerra Mundial. Quase todos os países reconhecidos internacionalmente fazem parte da ONU, uma vez que contém 193 Estados membros de um total de 196 nações do mundo. As Nações Unidas reúnem-se regularmente para resolver os grandes problemas do mundo. Existem seis línguas oficiais: Árabe, chinês, inglês, francês, russo e espanhol.
As Nações Unidas são também financiadas por algumas das nações mais ricas. A bandeira mostra a Terra a partir de um mapa que apresenta todos os continentes povoados.

#### Assembleia Parlamentar das Nações Unidas (APNU)

Emblema da Assembleia Parlamentar da Organização das Nações Unidas

A Assembleia Parlamentar das Nações Unidas (APNU) é uma proposta de adição ao Sistema das Nações Unidas que permitiria a participação dos legisladores dos países membros e, eventualmente, a eleição direta dos membros do Parlamento das Nações Unidas pelos cidadãos de todo o mundo. A ideia de um parlamento mundial foi levantada durante a fundação da Liga das Nações na década de 1920 e novamente após o fim da Segunda Guerra Mundial em 1945, mas permaneceu adormecida durante a Guerra Fria.
Nas décadas de 1990 e 2000, o aumento do comércio global e o poder das organizações mundiais que o governam levaram a pedidos de uma assembleia parlamentar para examinar suas atividades. A Campanha para uma Assembleia Parlamentar das Nações Unidas foi formada em 2007 pelo Democracia Sem Fronteiras para coordenar os esforços pró-APNU, que, em janeiro de 2019, recebeu o apoio de mais de 1.500 membros do Parlamento de mais de 100 países em todo o mundo, além de várias organizações não governamentais, ganhadores dos prêmios Nobel e Right Livelihood e chefes ou ex-chefes de Estado ou de governo e ministros das Relações Exteriores.

#### Garry Davis
Em França, em 1948, Garry Davis começou um discurso não autorizado apelando a um governo mundial a partir da varanda da Assembleia Geral da ONU, até ser arrastado pelos guardas. Davis renunciou à sua cidadania americana e criou um Registo de Cidadãos do Mundo. Em 4 de setembro de 1953, Davis anunciou, a partir da Câmara Municipal de Ellsworth, Maine, a formação do “Governo Mundial dos Cidadãos do Mundo”, baseado em três “Leis Mundiais”: Um Deus (ou Valor Absoluto), Um Mundo, e Uma Humanidade. Na sequência desta declaração, mandatada, segundo ele, pelo Artigo vinte e um, Secção três da Declaração Universal dos Direitos Humanos, formou a United World Service Authority na cidade de Nova Iorque como agência administrativa do novo governo. A sua primeira tarefa foi conceber e começar a vender “Passaportes Mundiais”, que a organização argumenta serem legitimados pelo Artigo 13, Secção 2 da UDHR.

### Movimento Federalista Mundial
Os anos que decorreram entre o fim da Segunda Guerra Mundial e o início da Guerra da Coreia - que marcaram, a grosso modo, o enraizamento da polaridade da Guerra Fria - assistiram a um florescimento do nascente movimento federalista mundial. O livro de Wendell Willkie, One World, de 1943, vendeu mais de 2 milhões de exemplares, apresentando muitos dos argumentos e princípios que viriam a inspirar o federalismo global. Um trabalho contemporâneo de Emery Reves, A Anatomia da Paz (1945), argumentou substituir a ONU por um governo mundial federal. O movimento federalista mundial nos EUA, liderado por figuras tão diversas como Lola Maverick Lloyd, Grenville Clark, Norman Cousins e Alan Cranston, cresceu e tornou-se mais proeminente: em 1947, várias organizações de base fundiram-se para formar a Federalistas do Mundo Unido - mais tarde rebatizada Associação Federalista Mundial, e depois Cidadãos para Soluções Globais - que contava com 47.000 membros em 1949.
Simultaneamente, formaram-se movimentos semelhantes em muitos outros países, culminando numa reunião em Montreux, Suíça, em 1947, que formou uma coligação global denominada Movimento Federalista Mundial (MFM). Em 1950, o movimento contava com 56 grupos membros em 22 países, com cerca de 156.000 membros.

#### Convenção para propor emendas à Constituição dos Estados Unidos
Em 1949, seis estados norte-americanos - Califórnia, Connecticut, Flórida, Maine, Nova Jersey e Carolina do Norte - solicitaram uma convenção ao abrigo do Artigo V para propor uma emenda “que permitisse a participação dos Estados Unidos num governo federal mundial”. Várias outras legislaturas estaduais apresentaram ou debateram a mesma proposta. Estas resoluções fizeram parte deste esforço.
Durante o 81º Congresso dos Estados Unidos (1949-1951), foram apresentadas várias resoluções a favor de uma federação mundial.

#### Projeto da Constituição Mundial de Chicago
Um comité de académicos e intelectuais formado por Robert Maynard Hutchins, da Universidade de Chicago, publicou um Rascunho Preliminar de uma Constituição Mundial e, de 1947 a 1951, publicou uma revista editada pela filha de Thomas Mann, Elisabeth Mann Borgese, que se dedicava ao governo mundial; o seu título era Causa Comum.

#### Albert Einstein e a Constituição Mundial
Einstein estava cada vez mais convencido de que o mundo estava a desviar-se do seu rumo. Chegou à conclusão de que a 
gravidade da situação exigia acções mais profundas e que o estabelecimento de um “governo mundial” era a única solução lógica. Na sua “Carta Aberta à Assembleia Geral das Nações Unidas”, de outubro de 1947, Einstein enfatizou a necessidade urgente de cooperação internacional e do estabelecimento de um governo mundial. No ano de 1948, Einstein convidou o presidente da Federalistas do Mundo Unido (UWF), Cord Meyer, para uma reunião do Comitê Emergencial de Cientistas Atômicos (ECAS) e juntou-se à UWF como membro do Conselho Consultivo. Einstein e o ECAS ajudaram a União dos Federalistas Europeus (UEF) a angariar fundos e forneceram material de apoio. Einstein descreveu a Federalistas do Mundo Unido como: “o grupo mais próximo das nossas aspirações". Einstein e outras figuras proeminentes patrocinaram a Convenção Mundial dos Povos (PWC), que ocorreu em 1950-51 e mais tarde continuou na forma de assembleias constituintes mundiais em 1968, 1977, 1978-79 e 1991. Esse esforço foi bem-sucedido na criação de uma constituição mundial e um Governo Mundial Provisório.
A Constituição para a Federação da Terra, redigida por peritos jurídicos internacionais durante as assembleias constituintes mundiais em 1968 e finalizada em 1991, é a estrutura de um governo federalista mundial. Uma Federação Provisória da Terra, constituída por um Parlamento Mundial Provisório (PWP), um órgão legislativo internacional de transição, opera sob a estrutura desta constituição mundial. Este parlamento reúne-se para trabalhar em questões globais, reunindo delegados de diferentes países.

## Guerra Fria
Por volta de 1950, a Guerra Fria começou a dominar a política internacional e o Conselho de Segurança da ONU ficou efetivamente paralisado pela competência de seus membros permanentes de exercerem poder de veto. A resolução 82 e 83 do Conselho de Segurança da Organização das Nações Unidas voltou atrás na defesa da Coréia do Sul, embora os Soviéticos boicotassem reuniões em protesto.
Embora o entusiasmo pelo federalismo mundial na Europa levou incrementalmente, pelas décadas seguintes, à formação da União Europeia, a Guerra Fria eliminou quaisquer perspectivas rumo a uma federação com um escopo mais global. A integração global ficou estagnada durante a Guerra Fria, e o conflito se tornou o condutor de um terço de todas as guerras durante o período. A ideia de todo um governo mundial desapareceu do amplo discurso público.

### Pós-Guerra Fria
Assim que a Guerra Fria diminuiu em 1991, o interesse em um governo mundial federal foi renovado. Quando o conflito chegou ao fim em 1992, sem a assistência externa, muitas guerras por procuração falharam ou acabaram com acordos negociados. Isso deu início a um período nos anos de 1990 de ativismo internacional sem precedentes e a uma expansão das instituições internacionais. De acordo com o Relatório de Segurança Humana de 2005, esse foi o primeiro funcionamento efetivo da Organização das Nações Unidas da forma como foi designada para operar.
A mais visível conquista do movimento federalista mundial durante os anos de 1990 foi o Estatuto de Roma de 1998 que levou ao estabelecimento do Tribunal Penal Internacional em 2002. Na Europa, o progresso em direção a formação de uma união federal de estados europeus ganhou muito impulso, começando em 1952 como uma negociação de mercado entre os povos Alemães e Franceses liderado, em 1992, pelo Tratado de Maastricht que estabeleceu o nome e ampliou o contrato em que se baseia a União Europeia. A UE expandiu (1995, 2004, 2007, 2013) para abranger, em 2013, mais de meio bilhão de pessoas em 28 estados membros (27 depois da saída do Reino Unido). Seguindo o exemplo da UE, outras uniões supranacionais foram formadas, incluindo a União Africana em 2002, a União de Nações Sul-Americanas em 2008 e a União Econômica Eurasiática em 2015.

## Sistema atual de governança global
Em 2025 não há nenhum sistema internacional militar, executivo, legislativo, judiciário ou constitucional global em funcionamento com jurisdição sobre todo o planeta.

### Nenhum governo mundial
O mundo está dividido geograficamente e demograficamente em territórios mutuamente exclusivos e estruturas políticas chamadas estados que são independentes e soberanos em muitos casos. Há numerosas entidades, instituições, uniões, coalizões, acordos e contratos entre essas unidades autoridades, mas exceto em casos onde a nação está sob ocupação militar por outra, todos esses acordos dependem do consentimento continuado das nações participantes. Países que violam ou não cumprem leis internacionais podem estar sujeitos a penalidades ou coerção, normalmente na forma de limitações econômicas como embargos pelas nações cooperantes, mesmo se o país violador não fizer parte da Organização das Nações Unidas. Neste caso a cooperação de um país em negócios internacionais é voluntária, mas a não cooperação ainda tem consequências diplomáticas.

### Tribunal penal internacional
Um sistema de leis internacionais em funcionamento que abrange tratados internacionais, alfândega e princípios legais aceitos globalmente. Com exceções de casos trazidos antes do TPI e do TIJ, as leis são interpretadas pelos tribunais nacionais. Muitas violações de tratados ou obrigações de leis costumeiras são supervisionadas. O Tribunal Penas Internacional (TPI) foi um desenvolvimento recente relativamente no direito internacional, é o primeiro Tribunal Penal Internacional permanente para assegurar que os crimes internacionais mais graves (crimes de guerra, genocídio, outros crimes contra a humanidade, etc.) não fiquem impune. O Estatuto de Roma do Tribunal Penal Internacional estabeleceu o ICC e sua jurisdição foi assinada por 139 governos nacionais, dos quais 100 o ratificaram em Outubro de 2005.

### Organizações intergovernamentais

Flag of the United Nations

A Organização das Nações Unidas (ONU) é a organização formal primária que coordena atividades entre estados em uma escala global e a única organização intergovernamental com associação quase universal (193 governos). Além dos principais órgãos e vários programas humanitários e comissões da própria ONU, existem por volta de 20 organizações funcionais afiliadas ao Conselho Econômico e Social das Nações Unidas (ECOSOC), como a Organização Mundial de Saúde, a Organização Internacional do Trabalho e a União Internacional de Telecomunicações. São politicamente de interesse particular o Banco Mundial, o Fundo Monetário Internacional e a Organização Mundial do Comércio.

### Organizações militares internacionais
Militarmente, as forças de manutenção da paz das Nações Unidas, normalmente constroem e mantêm paz e estabilidade pós conflito. Quando uma ação militar internacional mais agressiva é empreendida, uma coalizão ad hoc ou outra (por exemplo, a Força Multinacional no Iraque) ou alianças militares regionais (por exemplo, OTAN) são usadas.

### Sistema monetário internacional
O Banco Mundial e o Fundo Monetário Internacional (FMI) foram fundados para cuidar da cooperação monetária global e para lutar contra a pobreza através da assistência financeira aos estados em necessidade. Essas instituições foram criticadas como simplesmente hegemonias oligárquicas dos Grandes Poderes, mais particularmente os Estados Unidos, que mantém o veto único, por exemplo, no Fundo Monetário Internacional.

### Comércio internacional
A Organização Mundial do Comércio (OMC) elabora as regras do comércio internacional. Ela tem um corpo semilegislativo (o Conselho Geral, que chega a decisões pelo consenso) e um corpo jurídico (o Órgão de Solução de Controvérsias). Outra organização internacional econômica influente é a Organização para a Cooperação e Desenvolvimento Econômico (OCDE), com a adesão de 30 membros democráticos.

### Influências informais globais
Além dos formais, ou semiformais, organizações internacionais e leis mencionadas acima, muitos outros mecanismos atuam para regular as atividades humanas junto com as fronteiras nacionais. O comércio internacional tem o efeito de requerer a cooperação e a interdependência entre nações sem um corpo político. As corporações transnacionais (ou multinacionais), algumas com recursos excedendo aqueles disponíveis para a maioria dos governos, governam as atividades das pessoas em uma escala global. O rápido aumento de comunicações digitais transfronteiriças e a distribuição de mídia em massa (exemplo: internet, televisão por satélite) permitiram que informações, ideias e opiniões rapidamente se espalhasse pelo mundo, criando uma web complexa de coordenação internacional e influência, principalmente fora do controle de qualquer organização formal ou leis.

## Exemplos de integração regional de estados
Há um número de organizações regionais que, embora não sejam uniões supranacionais, adotaram ou pretendem adotar políticas que podem levar a um tipo similar de integração em alguns pontos. A União Europeia é geralmente considerada como a mais integrada entre essas.
- União Africana (AU)
- Liga Árabe
- Associação de Nações do Sudeste Asiático (ASEAN)
- Comunidade do Caribe (CARICOM)
- Sistema de Integração Centro-Americana (SICA)
- Comunidade dos Estados Independentes (CEI)
- Comunidade das Nações
- Conselho de Cooperação do Golfo (CCG)
- Comunidade da África Oriental (CAO)
- União Econômica Eurasiática (UEE)
- União Europeia
- Organização do Tratado do Atlântico Norte (OTAN)
- Organização dos Estados Americanos (OEA)
- Associação Sul-Asiática para a Cooperação Regional (ASACR)
- Organização dos Estados Túrquicos
- União de Nações Sul-Americanas (UNASUL)
- União da Rússia e Bielorrússia

Outras organizações que também discutiram grande integração incluem:
- Liga Árabe para "União Árabe"

- Comunidade do Caribe (CARICOM) para "Federação Caribenha"

- Tratado Norte-Americano de Livre Comércio para "União Norte Americana"

- Fórum das Ilhas do Pacífico para "União Pacífica"

## Na ficção
O governo mundial terrestre é frequentemente destacado na ficção, particularmente dentro do gênero de ficção científica; exemplos bem conhecidos incluem o "Estado Mundial" em Admirável Mundo Novo de Aldous Huxley, a "Ditadura do Ar" em The Shape of Things to Come de H.G. Wells, a Organização das Nações Unidas em A Expansão de James S. A Corey, e a Terra Unida (entre outras soberanias planetárias e até grandes entidades políticas) na franquia Star Trek. Este conceito também se aplica a outros gêneros, embora geralmente não, incluindo exemplos bem conhecidos como One Piece.

## Links externos
- Lu, Catherine (4 de Dezembro de 2006). «World government». Stanford Encyclopedia of Philosophy (em inglês)
- Immanuel Kant: "Perpetual Peace: A Philosophical Sketch" Arquivado em 2008-05-14 no Wayback Machine (Tradução em inglês de "Zum ewigen Frieden").
- World Government Movement